# Echinopsis strigosa
Echinopsis strigosa är en kaktusväxtart som först beskrevs av Salm-dyck, och fick sitt nu gällande namn av H. Friedrich och Gordon Douglas Rowley. Echinopsis strigosa ingår i släktet Echinopsis och familjen kaktusväxter. Inga underarter finns listade i Catalogue of Life.